# 2024년 하계 올림픽 중화 타이베이 선수단
대만(중화 타이베이)은 2024년 7월 26일부터 8월 11일까지 파리에서 열리는 2024년 하계 올림픽에 참가했다. "중화 타이베이"는 대만이 특정 국제기구 및 올림픽을 포함한 거의 모든 스포츠 행사에 참가할 때 사용하도록 지정된 명칭이다. 중화인민공화국의 반대로 인해 '대만'이라는 통칭과 '중화민국'이라는 정식 명칭을 공식적으로 사용할 수 없다. 이는 또한 국내의 11번째 연속 하계 올림픽 출전이 된다.

## 출전 선수
| 종목     | 남자 | 여자 | 전체 |
| -------- | ---- | ---- | ---- |
| 양궁     | 3    | 3    | 6    |
| 육상     | 3    | 1    | 4    |
| 배드민턴 | 4    | 2    | 6    |
| 복싱     | 2    | 4    | 6    |
| 브레이킹 | 1    | 0    | 1    |
| 카누     | 2    | 1    | 3    |
| 펜싱     | 1    | 0    | 1    |
| 골프     | 2    | 2    | 4    |
| 체조     | 1    | 1    | 2    |
| 유도     | 1    | 2    | 3    |
| 사격     | 2    | 6    | 8    |
| 수영     | 1    | 1    | 2    |
| 탁구     | 3    | 3    | 6    |
| 태권도   | 0    | 1    | 1    |
| 테니스   | 0    | 4    | 4    |
| 역도     | 0    | 3    | 3    |
| 전체     | 26   | 34   | 60   |

## 메달 집계
| 종목 | 1 | 2 | 3 | 합계 |
| 종목 | ' | ' | ' | '    |
| 종목 | ' | ' | ' | '    |
| 종목 | ' | ' | ' | '    |
| 합계 | ' | ' | ' | '    |

## 종목별 성적

### 유도
남자
- 양융웨이

여자
- 롄전링
- 린전하오

## 같이 보기
- 2024년 하계 올림픽